# Сара Кнаус
Сара Деремер Кнаус енгл. Sarah DeRemer Knauss; Холивуд, 24. септембар 1880 — Алентаун, 30. децембар 1999) била је америчка суперстогодишњакиња која је према гинисовој књизи рекорда носила титулу најстарије живе особе на свету у периоду од 16. априла 1998. до 30. децембра 1999. године. Она је тренутно најстарија особа која је икада живела у Сједињеним Америчким Државама.

## Биографија
Сара Кнаус рођена је у Холивуду, округ Лузерн, Пенсилванија, Сједињене Америчке Државе, 24. септембар 1880. године. Велики део свог живота провела је у Алентауну, где је одгајила своју ћерку Кетрин Саливан (1903–2005).
Постојала је и историја дуговечности у њеној породици: њена бака по оцу живела је 98 година, а њена рођака Мини Крец (1893–1999) 105 година. Поред тога, њена ћерка Кетрин Саливан живела је 101 годину.
27. децембра 1994. године, надмашила је старост Флоренс Кнап (1873–1988) поставши најстарија особа која је икада живела у Пенсилванији.
9. фебруара 1995. године, након смрти 114-годишње Џорџије Еле Џордан, постала је најстарија жива особа у Сједињеним Америчким Државама.
30. новембра 1997. године, надмашила је старост Делфије Велфорд (1875-1992) поставши најстарија особа која је икада живела у Сједињеним Америчким Државама.
16. априла 1998. године, након смрти 117-годишње Мари Луиз Мејер из Канаде, постала је најстарија жива особа на свету.
Сара Кнаус преминула је у Алентауну, Пенсилванија, Сједињене Америчке Државе, 30. децембра 1999. године, у доби од 119 година и 97 дана. После ње остало је пет генерација потомака. Након њене смрти, тада 115-годишња Ела Милер из Вирџиније, постала је најстарија жива особа у Сједињеним Америчким Државама и на свету.